# Znaczki pocztowe Północnej Ingrii
Znaczki pocztowe Północnej Ingrii zostały wprowadzone do obiegu 21 marca 1920 roku, po wcześniejszym ogłoszeniu niepodległości w styczniu 1919 roku. 
Do obiegu pocztowego wprowadzono dwie serie znaczków z wartością podaną w walucie fińskiej:
21 marca 1920 roku 7 znaczków o jednakowym rysunku przedstawiającym herb Ingrii o wartości: 5, 10, 25, 50 penniä oraz 1, 5 i 10 marek fińskich.
17 sierpnia 1920 roku weszła do obiegu druga seria znaczków przedstawiająca herb Ingrii oraz różne sceny z pracy na roli o wartości: 10, 30, 50, 80 penniä oraz 1, 5, 10 marek.
Znaczki były drukowane w drukarni w Viipuri w Finlandii i po upadku państwowości ingryjskiej stały się przedmiotem fałszerstw na szkodę filatelistów (najczęściej do fałszerstw używano jaśniejszego papieru i jaskrawszych odcieni farb niż w oryginałach}. Po zawarciu pokoju w Tartu (październik 1920), Ingria została ponownie zaanektowana przez Rosję (grudzień 1920), a znaczki pocztowe Ingrii Północnej zostały wycofane z obiegu.

## Galeria

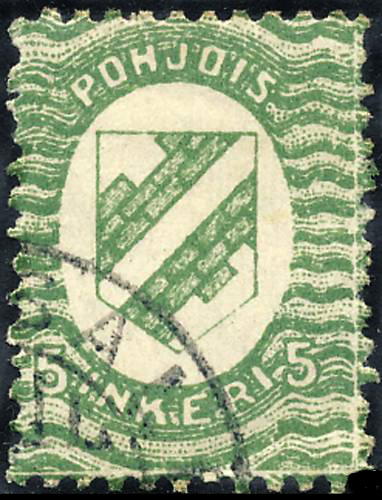
Pierwszy znaczek Ingrii z herbem państwowym o nominale 5 penniä
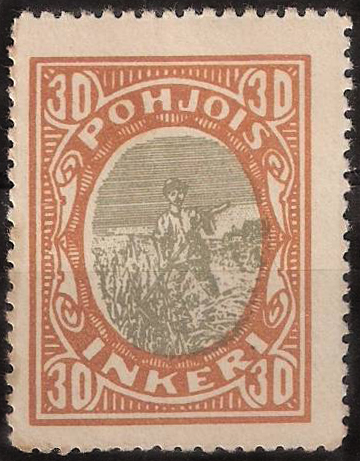
Znaczek Ingrii o nominale 30 penniä przedstawiający żniwiarza
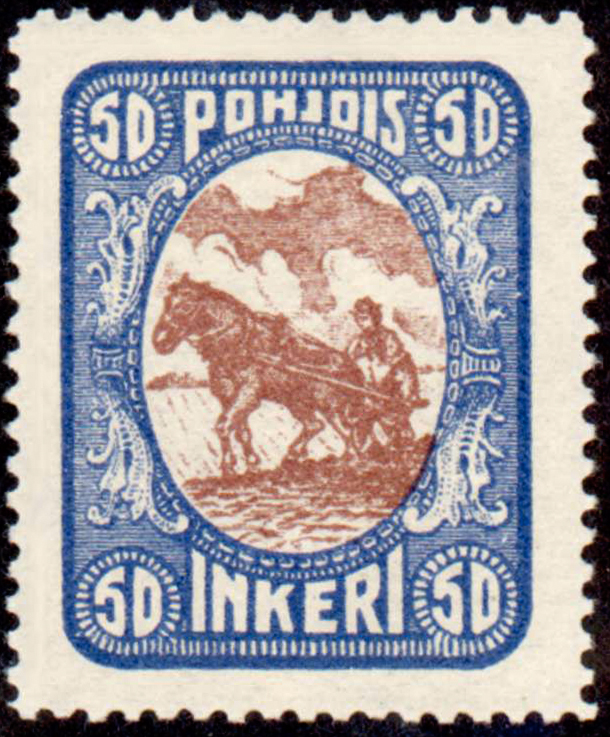
Znaczek Poczty Ingrii Północnej o nominale 50 penniä z drugiej serii, przedstawiający orkę
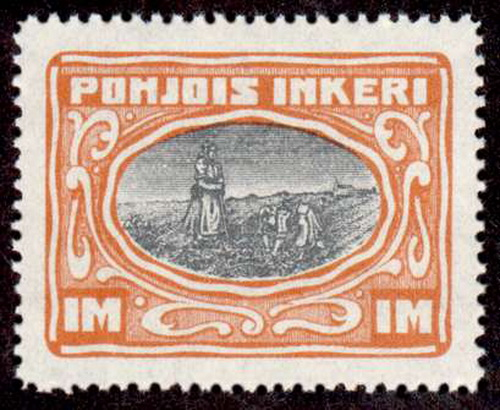
Znaczek pocztowy Ingrii za 1 markę przedstwiający kobiety pracujące w polu
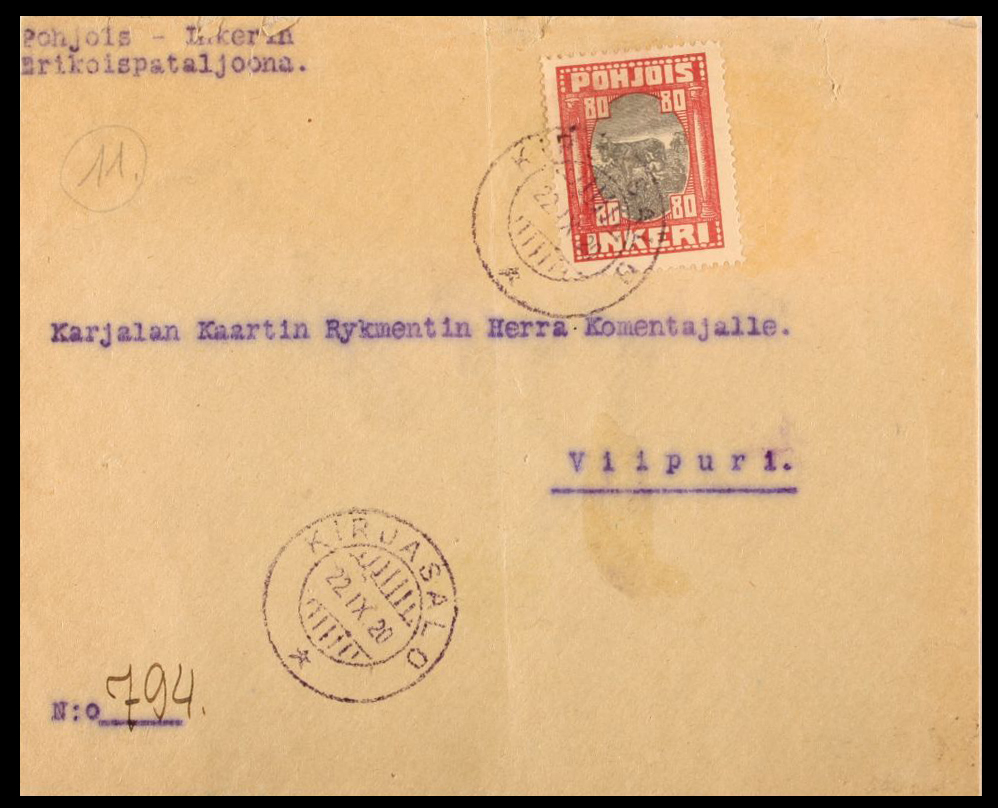
Koperta z listu wysłanego z Kirjasalo w Ingrii do Viipuri w Finlandii, ofrankowana znaczkiem Ingrii Północnej